# Karel Pešek (motociclista)
Karel Pešek (Praga, 2 agosto 1992) è un pilota motociclistico ceco.

## Carriera

### Campionato Europeo e Motomondiale
Fratello di altro motociclista che gareggia nelle competizione su pista, Lukáš, le sue prime apparizioni internazionali risalgono al campionato Europeo Velocità del 2006 in cui si piazza al 35º posto nella classe 125 su una Honda; l'anno seguente, sempre nella stessa classe e con la stessa motocicletta ripete lo stesso risultato.
Esordisce nella classe 125 del motomondiale nel 2007 nel Gran Premio casalingo a bordo di un'Aprilia, in qualità di wild card. Nel 2008 corre altri due Gran Premi, ancora come wild card. Nel 2009 corre altri tre Gran Premi come wildcard con una Derbi. In nessuna di queste partecipazioni è riuscito ad ottenere punti validi per le classifiche mondiali. Nella stessa stagione si classifica diciottesimo nel campionato Europeo svoltosi in gara unica ad Albacete. Sempre nel 2009 prende parte, in qualità di pilota wild card, al primo Gran Premio del Mugello del CIV Classe 125. In sella ad un'Aprilia RS125R, chiude la gara al terzo posto. Nel 2010 disputa tre gare nel Campionato europeo Superstock 600 ottenendo tre punti e chiude 24º nel Campionato europeo Supersport. Nel 2012 partecipa nuovamente all'europeo Supersport, svoltosi gara unica, dove si classifica in diciassettesima posizione.

### Superbike
Torna a disputare delle gare in un campionato mondiale nel 2016, quando partecipa, in qualità di pilota sostitutivo, al Gran premio di Spagna nel mondiale Superbike in sella ad una Yamaha YZF-R1 del team Tóth. Porta a termine entrambe le gare ma non ottiene punti validi per la classifica mondiale. Nel 2018 partecipa, in qualità di wild card, ai Gran Premi di Olanda e Repubblica Ceca nel Campionato europeo Superstock 1000 a bordo di una Kawasaki ZX-10R. Porta a termine entrambe le gare ma non ottiene punti validi per la classifica.
Successivamente gareggia nel Campionato internazionale Alpe Adria laddove nel 2025 è pilota titolare nella categoria Stock 1000.

## Risultati in gara

### Motomondiale
| 2007 | Classe | Moto    |  |  |  |  |  |  |  |  |  |  |    |    |  |  |  |  |  |  | Punti | Pos. |
| ---- | ------ | ------- |  |  |  |  |  |  |  |  |  |  | -- | -- |  |  |  |  |  |  | ----- | ---- |
| 2007 | 125    | Aprilia |  |  |  |  |  |  |  |  |  |  | NE | 31 |  |  |  |  |  |  | 0     |      |

| 2008 | Classe | Moto    |  |  |    |  |  |  |  |  |  |  |    |     |  |  |  |  |  |  | Punti | Pos. |
| ---- | ------ | ------- |  |  | -- |  |  |  |  |  |  |  | -- | --- |  |  |  |  |  |  | ----- | ---- |
| 2008 | 125    | Aprilia |  |  | 28 |  |  |  |  |  |  |  | NE | Rit |  |  |  |  |  |  | 0     |      |

| 2009 | Classe | Moto  |  |  |  |  |  |  |    |    |  |     |    |  |  |  |  |  |  |  | Punti | Pos. |
| ---- | ------ | ----- |  |  |  |  |  |  | -- | -- |  | --- | -- |  |  |  |  |  |  |  | ----- | ---- |
| 2009 | 125    | Derbi |  |  |  |  |  |  | 22 | NE |  | Rit | 27 |  |  |  |  |  |  |  | 0     |      |

| Legenda | 1º posto        | 2º posto            | 3º posto            | A punti      | Senza punti        | Grassetto – Pole position Corsivo – Giro più veloce |
| Legenda | Gara non valida | Non qual./Non part. | Ritirato/Non class. | Squalificato | '-' Dato non disp. | Grassetto – Pole position Corsivo – Giro più veloce |

### Campionato mondiale Superbike
| 2016 | Moto   |  |  |  |  |  |  |  |  |  |  |  |  |  |  |  |  |  |  |  |  |  |  |    |    |  |  |  |  | Punti | Pos. |
| ---- | ------ |  |  |  |  |  |  |  |  |  |  |  |  |  |  |  |  |  |  |  |  |  |  | -- | -- |  |  |  |  | ----- | ---- |
| 2016 | Yamaha |  |  |  |  |  |  |  |  |  |  |  |  |  |  |  |  |  |  |  |  |  |  | 18 | 19 |  |  |  |  | 0     |      |

| Legenda | 1º posto        | 2º posto            | 3º posto           | A punti      | Senza punti        | Grassetto – Pole position Corsivo – Giro più veloce |
| Legenda | Gara non valida | Non qual./Non part. | Ritirato/Non class | Squalificato | '-' Dato non disp. | Grassetto – Pole position Corsivo – Giro più veloce |